# Niels Neergaard
Niels Thomasius Neergaard (Hjørring, 27 de junio de 1854 – Copenhague, 2 de septiembre de 1936) fue un político e historiador danés. Fue presidente del Consejo de Dinamarca del 12 de octubre de 1908 al 16 de agosto de 1909 y primer ministro del 5 de mayo de 1920 al 23 de abril de 1924.
Miembro del partido liberal Venstre, también ocupó el cargo de ministro de Finanzas (1920-1924 y 1928-1929).
Uno de los principales retos de su segundo mandato fue la gestión de la crisis de Pascua de 1920, originada por los desencuentros entre el rey Cristián X y el gobierno sobre la cuestión de Schleswig. Organizó el retorno de la Jutlandia Meridional a la soberanía danesa y tuvo que hacer frente a la crisis económica provocada por la Primera Guerra Mundial. También influyó notablemente en el contenido de la Constitución de 1915.

## Familia, estudios y actividad profesional
Hijo del diputado del Folketing Peter Neergaard, fallecido en 1863, estudió en la Borgerdydskolen de Christianshavn, donde se graduó en 1879. Obtuvo una maestría en Historia en 1879 y una licenciatura en Ciencias Políticas en 1881 por la Universidad de Copenhague. Tras viajar a Inglaterra y Francia, de 1882 a 1884 trabajó como asistente en una compañía de seguros de vida. Posteriormente fue varios años redactor en periódicos y en 1897 fue nombrado director de la Nordisk Livsforsikrings Aktieselskab (Compañía Nórdica de Seguros de Vida).
Como historiador, su libro Under Junigrundloven, en Fremdstilling af det danske Folks politiske Historie 1848-1866, publicado en 1889, fue durante mucho tiempo la obra de referencia sobre la historia danesa de 1848 a 1866. Aparte de sus actividades políticas y de su labor como historiador, también se dedicó al periodismo, y en 1884 fundó una revista cultural y literaria, Tilskueren.

## Carrera política

### Miembro del Parlamento
Comenzó su carrera política en 1887, cuando fue elegido por primera vez miembro del Folketing, donde representó al Partido Liberal (Venstre) hasta 1890. En 1892 fue elegido miembro del Landsting, donde representó a la circunscripción de Ebeltoft desde 1898 hasta 1932.
En 1901 fue nombrado presidente del grupo parlamentario del Venstre en el Landsting.

### Ministro y jefe de Gobierno (1908-1909)

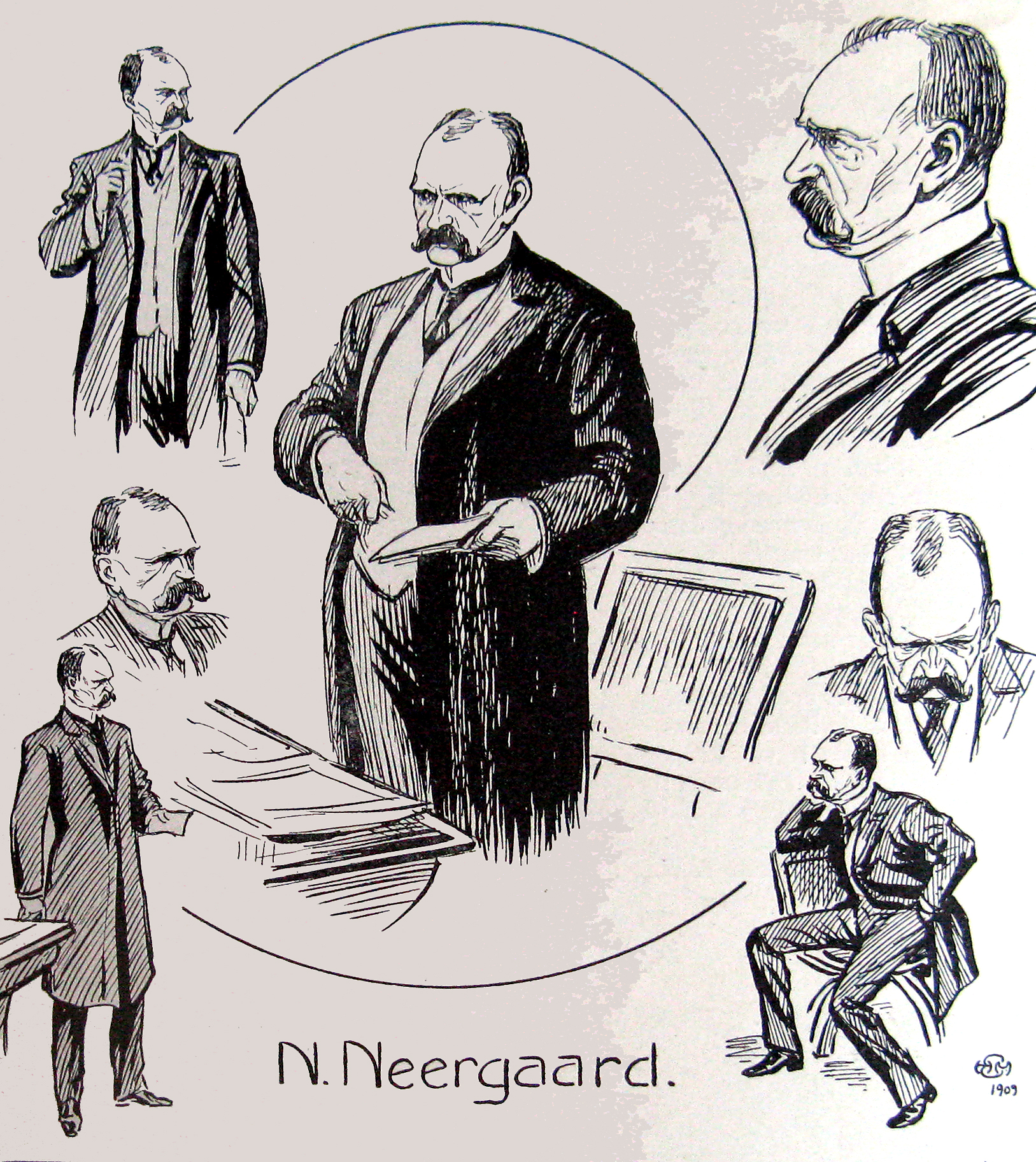
Niels Neergaard durante la presentación del proyecto de ley de defensa en el Folketing el 12 de febrero de 1909.

El 24 de junio de 1908 fue nombrado por primera vez ministro de Finanzas por el presidente del Consejo, Jens Christian Christensen, cargo que ocupó hasta el 12 de octubre de 1908.
Después de que Christensen se viera obligado a dimitir por un escándalo de corrupción en el que estaba implicado su ministro de Justicia, Peter Adler Alberti, acusado de malversar 18 millones de coronas y condenado posteriormente a varios años de prisión, el 12 de octubre de 1908 el rey Federico VIII nombró a Neergaard como sucesor. Durante su mandato, que duró hasta el 16 de agosto de 1909, fue también ministro de Defensa. Durante este periodo se incrementó considerablemente el presupuesto militar con en fin de fortificar Copenhague y Esbjerg.
Tras su dimisión como presidente del Consejo, fue nombrado ministro de Finanzas en el nuevo gobierno de su sucesor Ludvig Holstein-Ledreborg. Posteriormente, volvió a hacerse cargo del Ministerio de Finanzas, del 5 de julio de 1910 al 21 de junio de 1913, dentro del gobierno de Klaus Berntsen.

### Primer ministro (1920-1924) y ministro de Finanzas
Tras la crisis constitucional de Pascua de 1920 (Påskekrisen), desencadenada por la destitución del gobierno de Carl Theodor Zahle y la designación de los gobiernos interinos de Otto Liebe y Michael Pedersen Friis por parte del rey Cristián X, el 5 de mayo de 1920 fue designado por el rey para presidir el gobierno. Neergaard consiguió acabar con los desórdenes derivados de la crisis de Pascua. Durante su mandato, que duró hasta el 23 de abril de 1924, volvió a asumir el cargo de ministro de Finanzas.
Del 14 de diciembre de 1926 al 30 de abril de 1929 volvió a ser ministro de Finanzas en el gobierno de Thomas Madsen-Mygdal.